# Schnelle Medizinische Hilfe

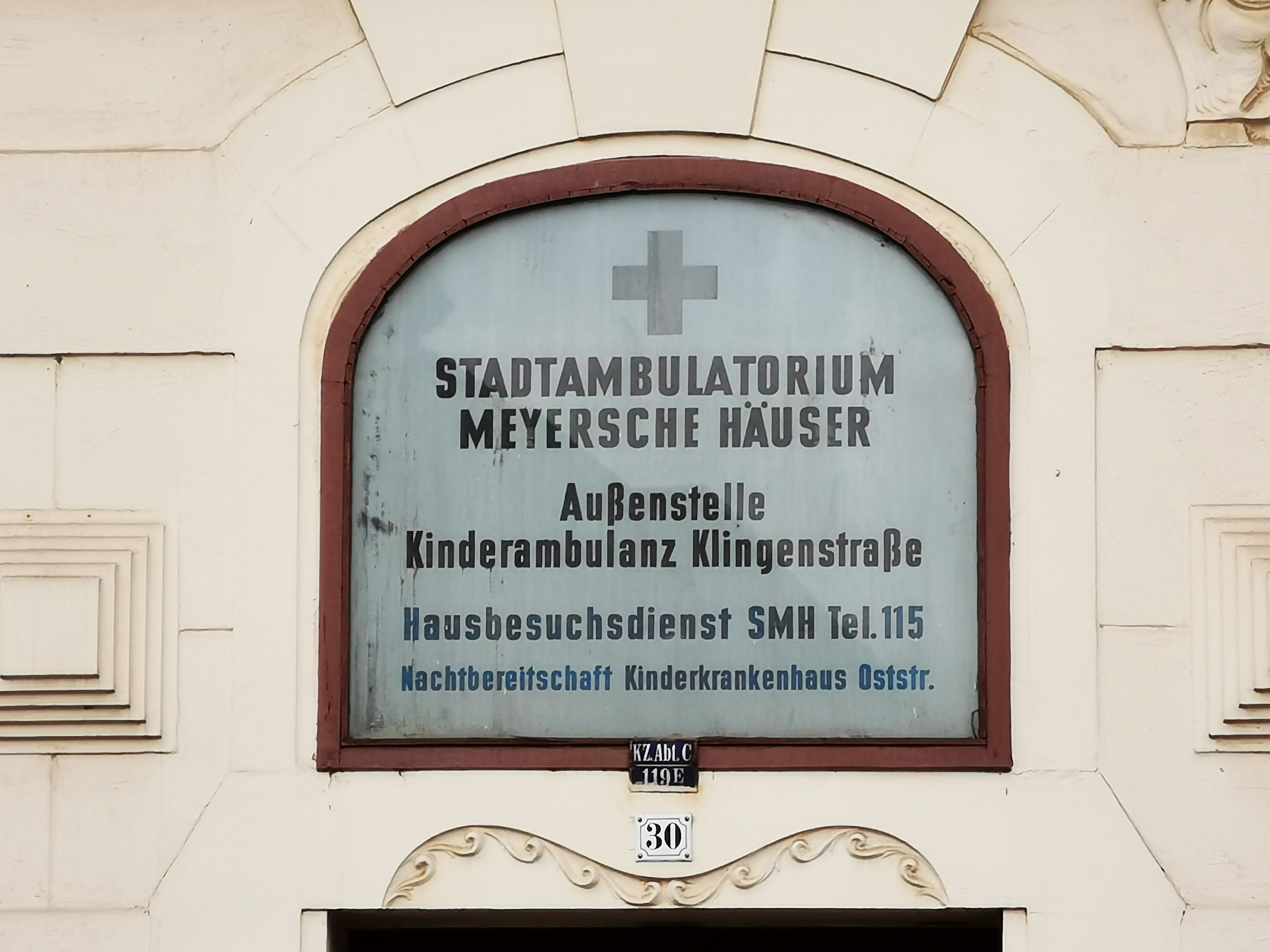
Hinweis auf die SMH mit der Telefonnummer 115 an einem Treppenhausfenster über dem Eingang Klingenstraße 30 in Leipzig

Die Schnelle Medizinische Hilfe (SMH) war ab 1976 in der DDR für alle medizinischen Notfälle zuständig. Die DDR-weite Notrufnummer war die 115. Die SMH war eine Kooperation zwischen dem Deutschen Roten Kreuz und dem Ministerium für Gesundheitswesen. Seit 1994 wird der Begriff als eingetragene Marke von einem auf Krankentransporte spezialisierten Berliner Fuhrunternehmen genutzt.
Des Weiteren verwendet der Fuhrpark des ärztlichen Bereitschaftsdienstes 116 117 in Halle/Saale ebenfalls die Bezeichnung SMH und hat die Abkürzung sowie den vollen Namen auf seinen Fahrzeugen bedruckt.

## Geschichte
Unter Einbeziehung der Erfahrungen aus der Arbeit mit der seit dem Jahr 1967 bestehenden „Anweisung zur dringlichen medizinischen Hilfe“ wurden 1975 vom Ministerium für Gesundheitswesen zusammen mit dem Präsidium des DRK der DDR weitere Schritte bei der Stabilisierung der Versorgung der Notfallpatienten in der Prähospitalphase konzipiert. Der neue Leistungsbereich des staatlichen Gesundheitswesens – die Schnelle Medizinische Hilfe (SMH) – nahm 1976 in zehn Bezirks- und vier Kreisstädten der Republik die Funktion auf.
Die SMH wurde nach der Wende 1990 aufgelöst und die Rettungsdienstaufgaben wurden durch die Städte oder Landkreise neu ausgeschrieben. Heute betreiben Organisationen wie ASB, DRK, JUH, MHD, private Rettungsdienste oder die Berufsfeuerwehren den Rettungsdienst in den Städten. Die Landkreise können den Rettungsdienst auch im Eigenbetrieb leisten.
Unter dem Titel Bereitschaft Dr. Federau wurde 1988 eine Fernsehserie über die Arbeit der SMH gedreht und mehrmals im MDR ausgestrahlt.
Im Jahre 1995 erfolgte in Berlin die Neugründung eines Krankentransportes mit dem Namen „Schnelle Medizinische Hilfe“. 1996 folgte die offizielle Eintragung der Marke beim Deutschen Patent- und Markenamt.

## Aufgaben
Die Anweisung Nr. 2 des Ministeriums für Gesundheitswesen zum Aufbau der SMH vom 12. Juni 1979 legte als Aufgabenstellung für die SMH fest, dass jeder Bürger zu jeder Zeit an jedem Ort schnell die notwendige medizinische Hilfe erhalten soll. Das betraf alle Hilfeleistungen bei akut erkrankten und schwerverletzten Bürgern unmittelbar am Ereignisort und auf dem Transport zur Rettungsstelle bzw. zum Krankenhaus sowie ärztlich überwachte Verlegungsfahrten zu Einrichtungen der spezialisierten medizinischen Betreuung bei:
- akuter Lebensgefahr, die ohne medizinische Hilfe zum tödlichen Ausgang führen konnte
- Gefahr einer bleibenden Gesundheitsschädigung
- erforderlicher schneller Schmerzlinderung
- Verhaltensstörungen, die im Interesse des Betroffenen oder der anderen Bürger dringend ärztliche Maßnahmen erforderten

Darüber hinaus wurden durch die SMH Aufgaben bei unvorhergesehenen Ereignissen, Katastrophen und Havarien im Rahmen einer Sofortreaktion übernommen. Die ständige Einsatzbereitschaft und Funktionstüchtigkeit der Strukturelemente der SMH führten zusammen mit der Zuordnung von Kräften und Mitteln aus dem Bereitschaftssystem des Gesundheitswesens und des DRK der DDR zum führungsmäßigen Zusammenwirken mit der Zivilverteidigung. 
Einheitliches Vorgehen wurde auch bei den Aufgaben für die Organtransplantation, bei dringenden Transporten von ärztlichen Spezialisten, von Blut und seinen Derivaten sowie von Frühgeborenen schrittweise durchgesetzt.
Die Realisierung dieser Aufgaben erforderte spezifische Strukturelemente, die genau definiert waren:
1. die Leitstelle SMH gemeinsam mit dem Krankentransport des DRK der DDR im Versorgungsgebiet
2. Stützpunkte für DMH und/oder DHD-Gruppen außerhalb der Leitstellen mit potentieller Leitstellenfunktion abhängig von spezifischen territorialen Besonderheiten
3. Gruppe der Dringlichen Medizinischen Hilfe (DMH) → heute vergleichbar Rettungsdienst
4. Gruppe des Dringlichen Hausbesuchsdienstes (DHD), ggf. ergänzt durch den Dringlichen kinderärztlichen Hausbesuchsdienst (DkHD) → heute KÄND
5. Krankentransport des DRK der DDR
6. Rettungsstellen

Das DRK der DDR stellte den SMH-Leitstellen die komplett ausgerüsteten Fahrzeuge und je einen Fahrer mit SMH-Speziallehrgang (entspr. heute Rettungssanitäter) zur Verfügung. Die Leitstelle war für die Wartung, Pflege und Nachrüstung der Medizintechnik verantwortlich. Die Arzneimittel und Verbrauchsmaterialien wurden ebenfalls vollständig von der SMH-Leitstelle bereitgestellt. Zur Gewährleistung des mobilen SMH-Einsatzes standen drei Fahrzeugtypen mit medizinischen Geräten und Notfallmedikamenten vom VEB MLW Leipzig und Kombinatbetrieb Labortechnik Ilmenau zur Verfügung.

## Fahrzeuge

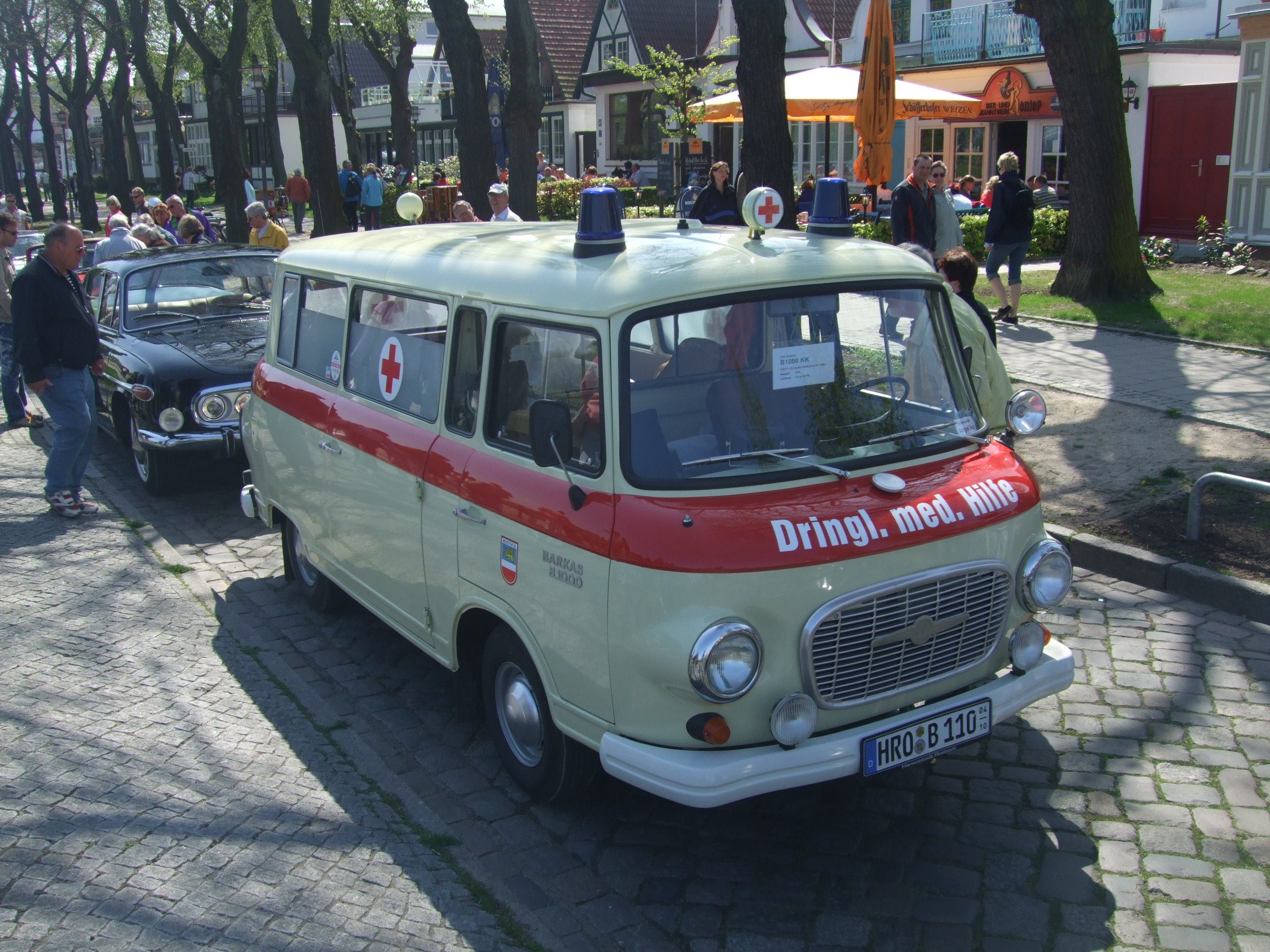
Ein B 1000 der Dringlichen Medizinischen Hilfe (DMH) der DDR, gesehen im April 2008 auf der Oldtimer-Parade in Warnemünde

### Barkas B 1000 KK
Im Rahmen der SMH war der Barkas-Krankentransportwagen dem DMH-Arzt unterstellt und in den medizinischen Abtransport integriert. Die Fahrzeuge wurden durch einen bzw. zwei Krankentransporteure besetzt. Zu den Aufgaben gehörten Transporte von Verletzten und Kranken auf Veranlassung der Leitstelle. Die Einsatzfrequenz belief sich auf 220 bis 250 Einsätze pro 1000 Einwohner im Jahr. Das DRK stellte der SMH-Leitstelle die Fahrzeuge, Mitarbeiter sowie die Technik zur Verfügung.

### Barkas SMH 2

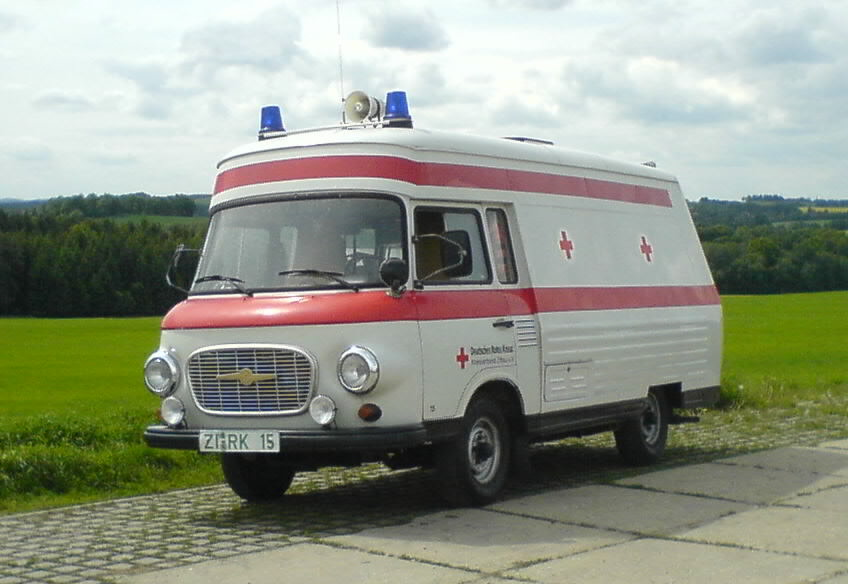
B 1000 als SMH 3

Der Barkas SMH 2 (Rettungswagen der DHD und DMH) wurde durch den VEB MLW Ilmenau so ausgestattet, dass ein Arzt sämtliche Möglichkeiten zur Behandlung akut vitalbedrohter Patienten ausschöpfen konnte. Es flossen bereits gesammelte Erfahrungen durch die seit den 60ern eingesetzten B1000-DMH-Fahrzeuge in diese Weiterentwicklung mit ein. Man bündelte das Wissen der bis dahin unterschiedlich ausgestatteten Rettungswagen der DMH und konzipierte nun eine einheitliche Ausstattungsvariante mit der Bezeichnung SMH 2. Alle nachfolgenden Veränderungen dieses Typs wurden durch die Fortnummerierung hinter der ersten Ziffer gekennzeichnet. So waren die meisten ausgelieferten SMH 2 eine SMH-2/4-Version. Die zuletzt jemals entwickelte Variante ist die SMH 2/5 im Jahr 1990.

### Barkas SMH 3
Die SMH 3 (Rettungswagen der DMH) war für den DMH-Einsatz vorgesehen und kam vorwiegend in größeren SMH-Leitstellen zur Stationierung. Aufgrund mangelnder Platzverhältnisse im Patientenraum des SMH 2 entwickelten die VEB Barkas-Werke, der VEB MLW Labortechnik Ilmenau und der VEB Fahrzeug- und Karosseriebau Parkentin eine erweiterte Variante, den B 1000 SMH 3. Ein Sonderaufbau, welcher aus einem Stahlrohrgerippe aufgebaut und mit einer aus GFK produzierten Heckklappe versehen war, brachte das erweiterte Platzangebot. Das verbesserte Raumangebot zog erhöhte Seitenwindempfindlichkeit nach sich. Die nach oben öffnende Heckklappe bot bei Regen und Schnee jedoch zusätzlich Schutz beim Einladen.

### Wartburg 353 MED

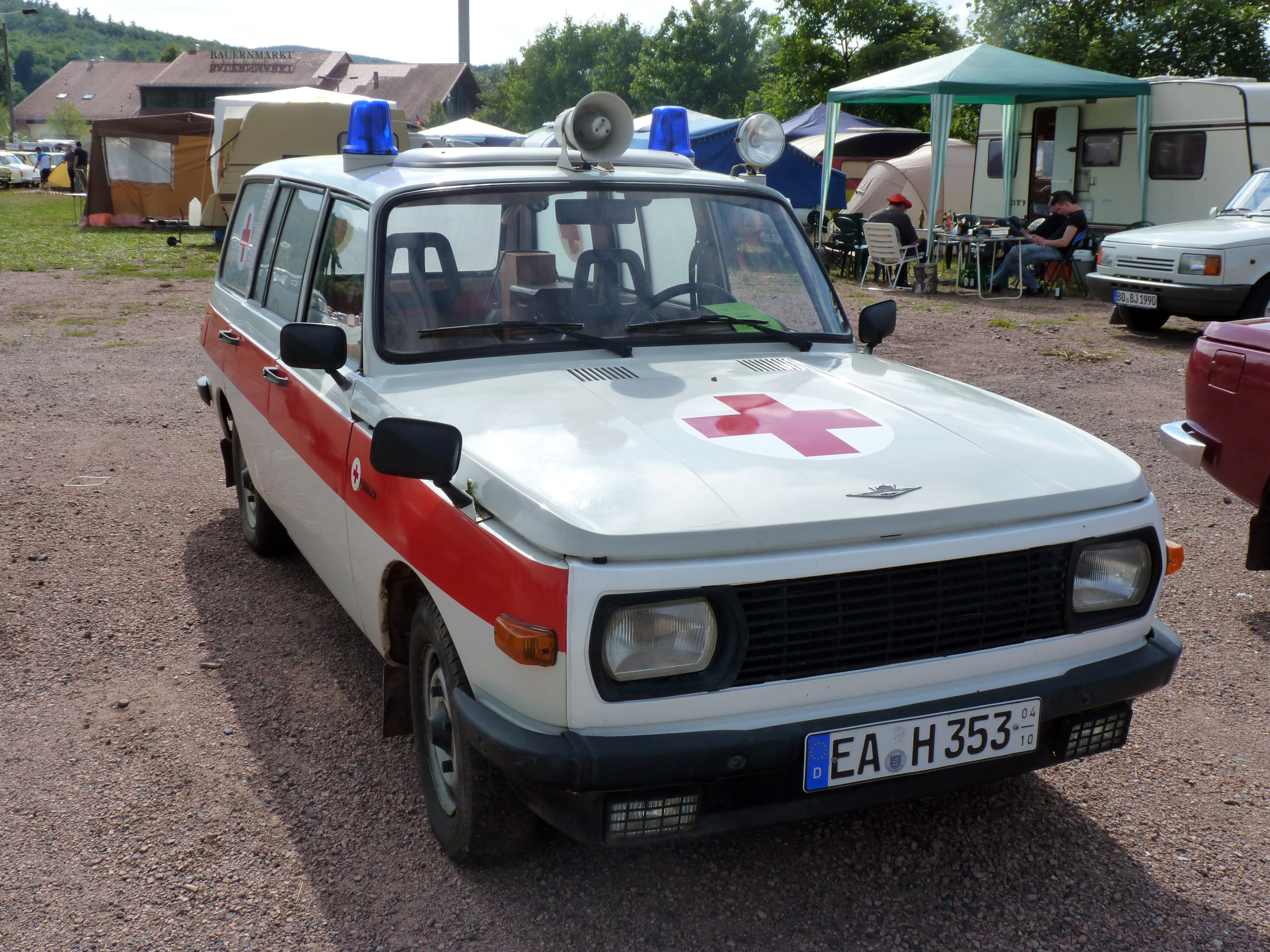
Wartburg-Einsatzfahrzeug der SMH

Das Wartburg-Einsatzfahrzeug für DHD und DMH ergänzte die SMH-Fahrzeugreihe und eignete sich besonders dort, wo lange Fahrtstrecken zu überbrücken waren. Ab 1984 ebenfalls im System der Schnellen Medizinischen Hilfe eingesetzt, konnte ein Patient liegend transportiert werden, wobei eine Notfallversorgung durch den Notarzt auch während der Fahrt möglich war. Die Produktion des Wartburg 353 MED erfolgte ab 1984 im VEB Karosseriewerke Halle in zwei Varianten, zum einen für den DMH-Einsatz (Dringliche Medizinische Hilfe), mit einer medizinisch-technischen Ausstattung für den Notarzt, und zum anderen für den DHD-Einsatz (Dringlicher Hausbesuchsdienst) mit einer vereinfachten Ausrüstung. Die technische Ausgestaltung des Wartburg Tourist wurde nicht verändert. Für den liegenden Transport eines Patienten wurde die Rücksitzbank nach vorne geklappt und der Beifahrersitz um 180 Grad gedreht.

### Mobile Ambulanz
Die Mobile Ambulanz (LD-AFr6/Mz-A) aus dem VEB Labortechnik Ilmenau basierte auf der Technik des Robur-Busses. Der allradfähige, mit einem 50-kW-Dieselmotor und Fünfgang-Wechselgetriebe sowie einem zusätzlichen Zweigang-Verteilergetriebe mit Geländeübersetzung ausgestattete Bus hatte einen Ganzstahl-Kofferaufbau mit durchgehender Stehhöhe von 1850 mm. Das Fahrzeug war zum Einsatz in Gebieten ohne stationäre medizinische Versorgung, aber besonders für den Katastropheneinsatz bestimmt. Die variierbare medizinisch-technische Ausstattung war in der Grundausstattung für die Behandlung aller Notfälle einschließlich Entbindungen ausgelegt und konnte die Grundversorgung einer allgemeinmedizinischen Ambulanz bieten. Ein Laborarbeitsplatz konnte Blut- und Urintests durchführen. Das Fahrzeug führte meist einen einachsigen Anhänger mit sich, in dem sich ein Elektroaggregat (3,5 kW Ottomotor, Generator für 220 V, 50 Hz) befand. Der Anschluss einer Klimaanlage war vorgesehen.